# 이토 시노부
이토 시노부(일본어: 伊藤 仁, 1983년 5월 7일 ~ )는 일본의 전 축구 선수이다.

## 구단 경력
과거 세레소 오사카, 미토 홀리호크에서 활동하였다.